# Stormyren
Stormyren är ett naturreservat i Torsby kommun i Värmlands län.
Området är naturskyddat sedan 2009 och är 268 hektar stort. Reservatet omfattar Stormyren i nordost och höjder och våtmarker i övrigt.  Reservatet består av barrnaturskog och sumpskog. 